# Kakapo soví
Kakapo soví (Strigops habroptilus), jinak též papoušek soví, je jeden z nejvzácnějších papoušků na světě, který přežívá na několika ostrovech Nového Zélandu, zbavených introdukovaných savčích predátorů. Dosahuje výšky kolem 60 centimetrů, váhy až 4 kg, takže je největším a nejtěžším papouškem na světě, a neumí létat. Jeho obličej připomíná sovu, a jako sova se také vyznačuje noční aktivitou (kākāpō v řeči původních obyvatel, Maorů, znamená noční papoušek). Může se dožít cca 60 let a někdy i výrazně více.

## Evoluce, vzhled

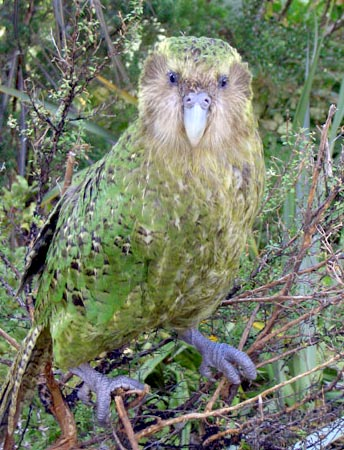
Kakapo soví (Sirocco)

Dokonce i mezi novozélandskými ptáky působí kakapo soví výstředně. Je příkladem těch pokusů evoluce, které se odehrály na odlehlých ostrovech bez přítomnosti predátorů. Když se části jižního prakontinentu Gondwana před asi 90 miliony lety začaly od sebe vzdalovat a Nový Zéland se dostal do své dnešní polohy, byl dosažitelný už jenom vzduchem nebo vodou – tedy pro ptáky či létavé a ploutvonohé savce, ne však pro čtyřnohé šelmy. A tak se kakapové vzdali energeticky náročného létání. Vystačí si se schopností šplhat, křídla jim pouze slouží ke zpomalování skoků ze stromů. Peří mají žlutozelenočerné. Je to noční pták, kterého není snadné zpozorovat. Je ale možné ho vystopovat pomocí cestiček, které si při opakovaném pohybu na zemi vytváří a které se podobají cestičkám malých savců.
Nejbližšími příbuznými kakapů jsou nestoři kea a kaka. Dohromady tvoří sesterskou skupinu vůči všem ostatním papouškům (oddělili se před zhruba 55 miliony let). Do této skupiny patřil i dnes vyhynulý nestor úzkozobý z ostrova Norfolk. 
Kakapové jsou největší a nejtěžší papoušci – váží asi o 400 g více než největší létavý papoušek ara hyacintový. Dospělci měří 58 až 64 cm a jejich hmotnost se pohybuje mezi 0,9 a 3,6 kg. Samci jsou asi o třetinu větší než samice, váží v průměru okolo 2 kg, kdežto samice 1,3 až 1,5 kg. Před hnízdní sezonou samci naberou značné zásoby tuku, aby přečkali hnízdní sezonu, při které jim na sběr potravy nezbývá moc času.

## Ohrožení a záchrana druhu
Kdysi obývaly Nový Zéland tisíce papoušků sovích. Poté, co přišli Maorové se psy a krysami a několik století po nich evropští kolonisté přivezli další savčí predátory, začal se počet kakapů rychle snižovat. V 70. letech 20. století začalo pátrání po těch, co přežili – šlo o nejnákladnější expedice v historii ochrany ptactva. Vypátralo se posledních cca 100–200 jedinců na Stewartově ostrově. Část z nich byla postupně přestěhována na ostrovy bez predátorů. 
V současnosti se vyskytují na čtyřech ostrovech: Anchor Island (maorsky Puke Nui), Chalky Island (maorsky Te Kākahu-o-Tamatea), Codfish Island (maorsky Whenua Hou) a Little Barrier Island (maorsky Hauturu). V červenci roku 2023 bylo postupně deset mladých samců z ostrova Whenua Hou pokusně přesunuto na pevninu, do oplocené rezervace Sanctuary Mountain Maungatautari na Severním ostrově. Jelikož ale někteří utíkali, byl počet samců v rezervaci snížen. Ve stejném měsíci byli rovněž přesunuti čtyři z deseti kakapů na Little Barrier Island do Fiordlandu. Další by je měli následovat v roce 2024 . Populace na tamním ostrově byla totiž od roku 2012 pokusně nechána bez aktivních zásahů ochranářů, ale kakapům se nepodařilo úspěšně vyhnízdit. V roce 2024 pak byli čtyři mladí samci přesunuti na nový ostrov, Coal Island - ten je jedinečný v tom, že není zcela bez predátorů, příležitostně se tam zatoulávají hranostajové. 
Populační propad se podařilo otočit zejména díky posledním třem velmi úspěšným hnízdním sezonám. V roce 2016 byl velký kakapí babyboom – narodilo se hned 47 mláďat, z nichž 34 přežilo prvních pár týdnů (a 31 žije dosud). Sezona v roce 2019 pak tu z roku 2016 ještě překonala, narodilo se 86 mláďat a 69 z nich je stále naživu. Za populační růst vděčí kakapové ochranářům, technickým inovacím a mnoha dobrovolným pomocníkům.
Na konci sezony 2019 ovšem došlo k nepříjemné komplikaci – na jednom z ostrovů (Codfish Island) vypukla epidemie aspergilózy, které několik mláďat i dospělých podlehlo  Později došlo ještě k několika dalším úmrtím z různých příčin. V hnídní sezoně roku 2022 odrostlo dalších 55 mláďat. Stav k 20. červenci 2025 je 241 jedinců. Druh bude považován za zachráněný teprve tehdy, až budou populace kakapa schopny přežít bez asistence člověka a nadále se rozmnožovat na různých místech: jedním z hlavních problémů dneška je najít dostatečně velké ostrovy, kde dosud nevymizel přirozený les a kde nežijí savčí predátoři. V roce 2016 ovšem Nový Zéland vyhlásil cíl zbavit se do roku 2050 introdukovaných predátorů i na obou hlavních ostrovech. Pokud by byl splněn, vyhlídky kakapa a dalších původních druhů by se zlepšily.

Původní rozšíření Kakapa sovího
Maximální rozšíření (sledováno od roku 1840)
Fosilní záznam

## Rozmnožování
Rozmnožování těchto papoušků závisí na množství plodů nohoplodovitého stromu rimu (Dacrydium cupressinum). Množství potravy rozhoduje i o pohlaví budoucích mláďat, pokud je potravy dostatek, rodí se samečci, kteří vyžadují více krmení. Ochranáři tak intenzivním příkrmem v minulosti nechtěně vychýlili poměr pohlaví ve prospěch samců. V současnosti je ale již poměr vyrovnaný.
Samci jsou polygamní - mohou se tedy pářit s více samicemi. Při námluvách se shlukují na místech s nízkým porostem, hloubí si ozvučné jámy, nafukují hrudní vak a vydávají hluboký charakteristický zvuk, kterým lákají samičky z okruhu několika kilometrů k páření. Samičky se po spáření se samečkem o mláďata starají samy. Hnízdí typicky od ledna do března. Samice naklade 2–3 vejce do zemních děr a prohlubní, ptáčata se vyklubou zhruba za 30 dnů. V noci se samice vydává hledat potravu, vejce jsou tedy nehlídána, mláďata často zůstávají sama na několik hodin. Při nízkých teplotách ochranáři a pomocníci hnízda zateplují, nebýt jich, uhynula by polovina potomků. Mláďata se zpravidla opeří předtím, než opustí hnízdo, tedy asi po deseti týdnech. Matka je může krmit až po dobu šesti měsíců.
Po rekordní hnízdní sezoně v roce 2019 byla řada mláďat odkázána na umělé dokrmování ze strany ochranářů – byla totiž odchována v zajetí.

## Papouščí celebrita

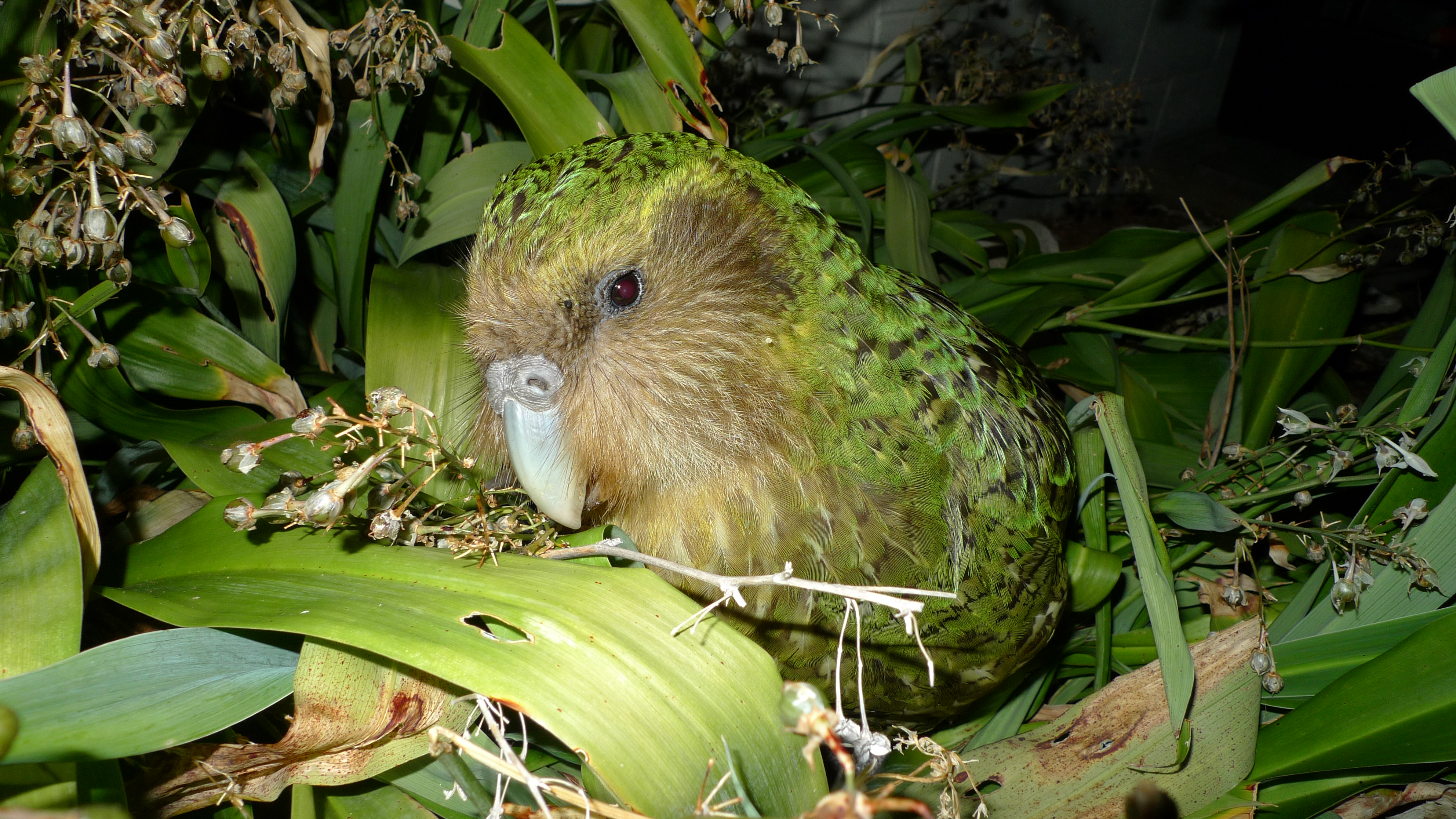
Nejslavnější kakapo, Sirocco

Nejslavnějším kakapem je jednoznačně Sirocco. Narodil se v roce 1997, a jelikož trpěl po narození zánětem dýchacích cest, odchovali jej ochranáři uměle. Díky tomu si Sirocco vtiskl člověka jako svůj živočišný druh, a to včetně sexuálních preferencí. Právě to ale nakonec způsobilo, že se stal celosvětově proslulým, když se objektem jeho zájmu stal fotograf Mark Carwardine, jenž byl součástí dokumentární výpravy BBC. Video, na kterém se Sirocco pokouší pářit s fotografovou hlavou, obletělo svět, a Novozélanďané nečekané popularity papouška využili – založili mu facebookovou a twitterovou stránku a ministr životního prostředí jej jmenoval oficiálním vyslancem ochrany přírody na Novém Zélandu. Od té doby Sirocco skutečně plní svoji úlohu – několik měsíců v roce stráví na „turné“ – veřejnost se s ním na vybraných místech může setkat a jeho prostřednictvím se dozvědět o záchraně ohrožených novozélandských endemitů. Aktivní je i na obou zmíněných sociálních sítích. V roce 2016 se Sirocco kvůli nefunkční vysílačce na dva roky ztratil, ale o dva roky později byl šťastně nalezen. Přestože se Sirocco zřejmě již nikdy nezapíše do genofondu kakapů – „důmyslné“ pokusy o odebrání spermatu selhaly – svému druhu i dalším novozélandským unikátním druhům je platný více než dost. Díky popularitě kakapů se nachází dost štědrých dárců, kteří jsou ochotni na záchranu ohrožených druhů přispívat.
Kakapo byl vyhlášen ptákem roku 2020. Jelikož to bylo již podruhé (poprvé byl vyhlášen v roce 2008), a ochranáři měli obavy, že by se mu to mohlo podařit i napotřetí, čímž by upozadil jiné ohrožené druhy, byl v roce 2022 ze soutěže vyloučen. 